# ハリトレフェス・マーシ

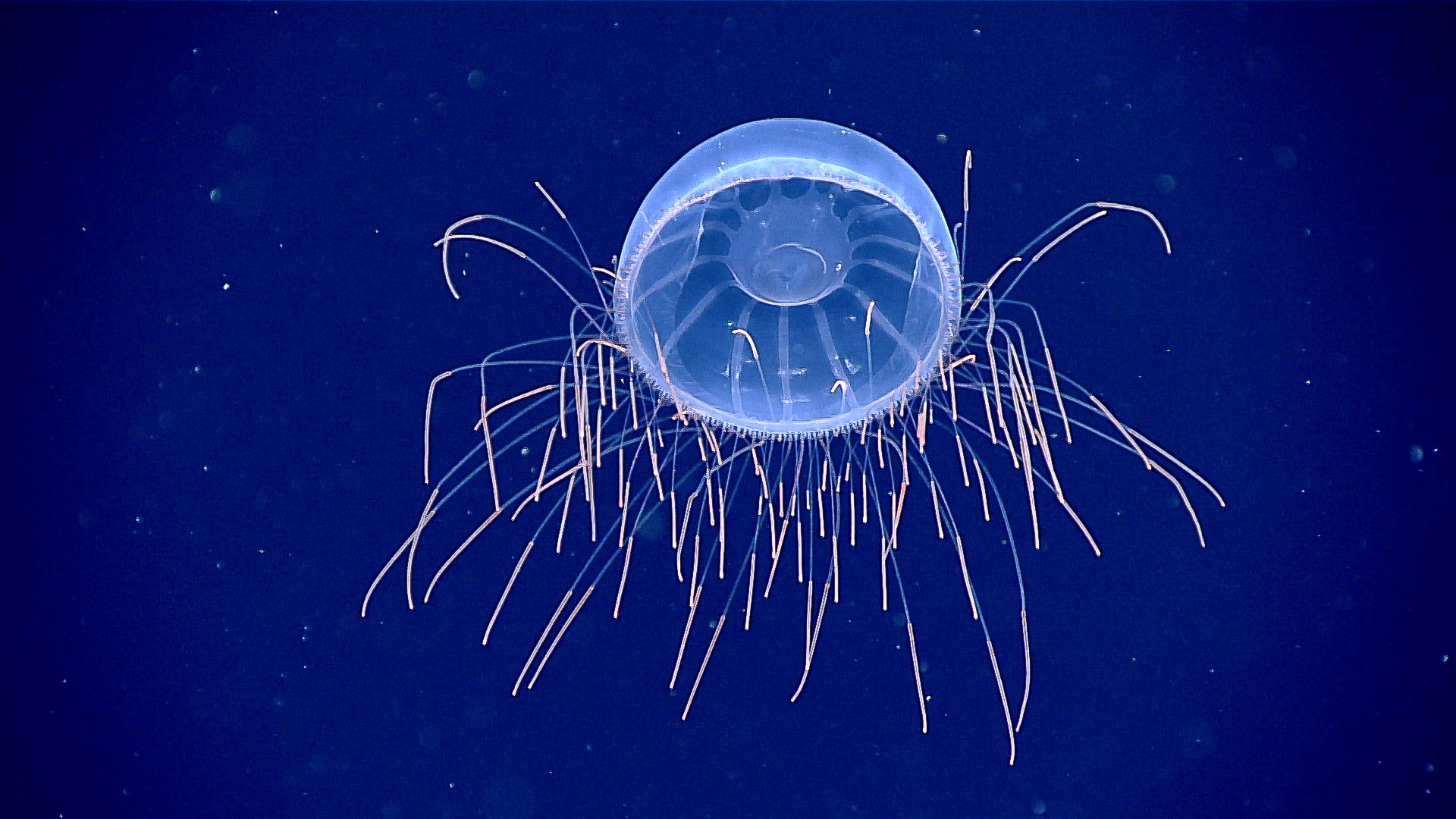
ハリトレフェス・マーシ

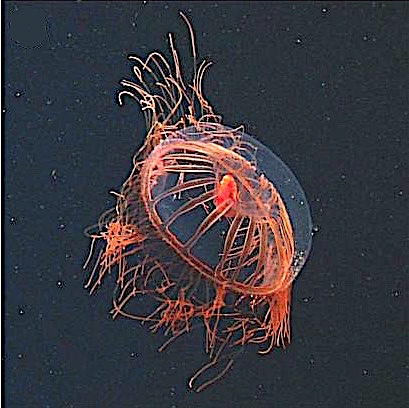
深海クラゲ「ハリトレフェス・マーシ」

ハリトレフェス・マーシ（Halitrephes maasi）は、ヒドロ虫目テングクラゲ科の一種。
深海に住むものが多い。

## 解説
最大３０ｃｍ。あまり知られていない種類だが、メキシコの深海で花火のような生物がいたという目撃例があった。その姿は、まるでピンクの花火のような生物で、腕の部分が途切れてるように見え、そこが花火のようにみえていたという。
なぜ赤く見えるかというと、光の届いていないところでは赤が見えにくく、キンメダイのような赤い生物だと暗くて見えにくいという（黄色や緑などは見える）。